# Bozeman
Bozeman è una città e capoluogo della Contea di Gallatin, nel Montana, Stati Uniti d'America.
Secondo il censimento del 2022 la popolazione di Bozeman è di 56 123 abitanti, il che la rende la quarta città del Montana.
Bozeman è una città universitaria, ospita infatti la Montana State University. La città è servita dall'Aeroporto internazionale di Bozeman Yellowstone.

## Nella cultura di massa
Secondo la storia dell'universo di Star Trek, è in un'ex base missilistica presso questa città che, circa nel 2060, il dottor Zefram Cochrane costruisce il primo motore a curvatura e qui avviene il primo contatto tra umani e vulcaniani il 5 aprile 2063. Nella serie è anche presente una astronave chiamata USS Bozeman (NCC-1941).
Nell'episodio numero 13 della terza stagione di The Big Bang Theory, dopo aver subito un furto nel proprio appartamento, Sheldon decide di trasferirsi in una località più sicura di Pasadena scegliendo proprio Bozeman come destinazione. Giuntovi, si farà rubare la valigia e deciderà di far ritorno a casa.
Nel libro Lo Zen e l'arte della manutenzione della motocicletta di Robert M. Pirsig il viaggio (a metà fra il reale e il metaforico) in cui l'autore e il figlio Chris attraversano in motocicletta gli Stati Uniti dal Minnesota alla California fa tappa a Bozeman.